# Christian Zeitz
Christian Zeitz (Heidelberg, 18 de novembro de 1980) é um handebolista profissional alemão.
Christian Zeitz participou de duas Olimpíadas.